# Luc de Fougerolles
Luc Rollet De Fougerolles (* 12. Oktober 2005 in London, England) ist ein kanadisch-englischer Fußballspieler.

## Karriere

### Verein
Auf Klubebene ist er derzeit in der Jugend des FC Fulham aktiv und kam am 1. November 2023, bei einem 3:1-Sieg im EFL Cup über Ipswich Town, zu seinem Debüt für die erste Mannschaft.

### Nationalmannschaft
Für die kanadische A-Nationalmannschaft debütierte er am 23. März 2024 bei einem 2:0-Sieg über Trinidad und Tobago während der Play-offs in der Qualifikation für die Copa América 2024, als er in der 94. Minute für Ismaël Koné eingewechselt wurde. Auch bei der Endrunde dieses Turniers gehörte er zum Kader der A-Nationalmannschaft.